# Acinia annulata
Acinia annulata är en tvåvingeart som först beskrevs av Robineau-desvoidy 1830.  Acinia annulata ingår i släktet Acinia och familjen borrflugor.
Artens utbredningsområde är Frankrike. Inga underarter finns listade i Catalogue of Life.